# Fairey Fawn
El Fairey Fawn fue un bombardero ligero monomotor británico de la década de 1920. Fue diseñado como reemplazo del Airco DH.9A y sirvió en la Real Fuerza Aérea entre 1924 y 1929.

## Desarrollo

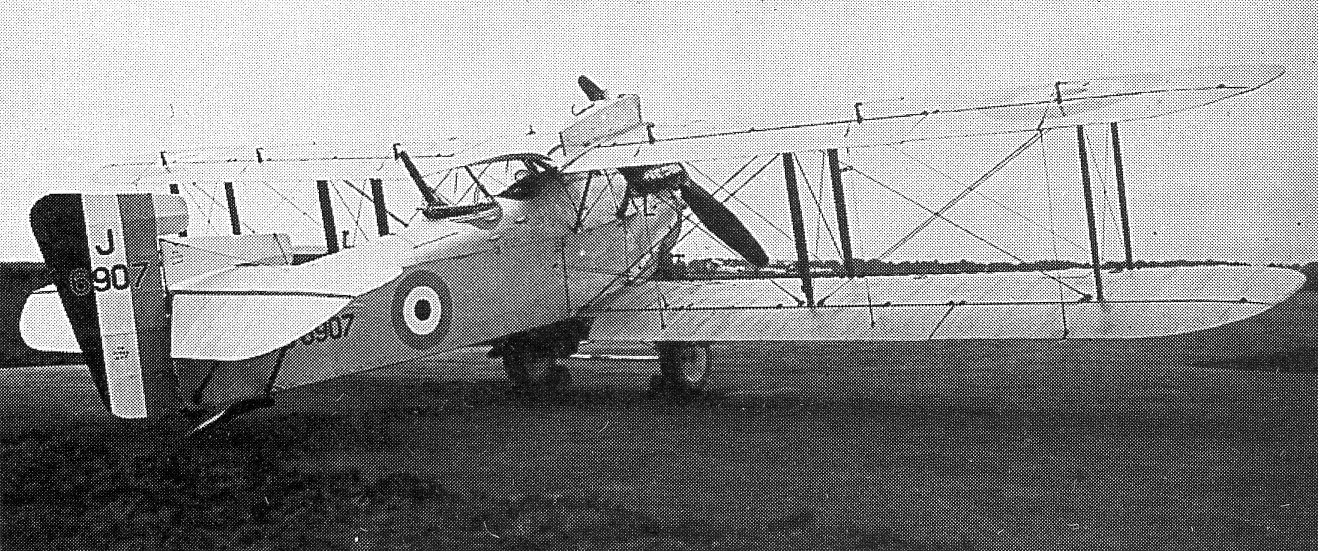
Primer prototipo del Fawn con fuselaje corto y depósito único.

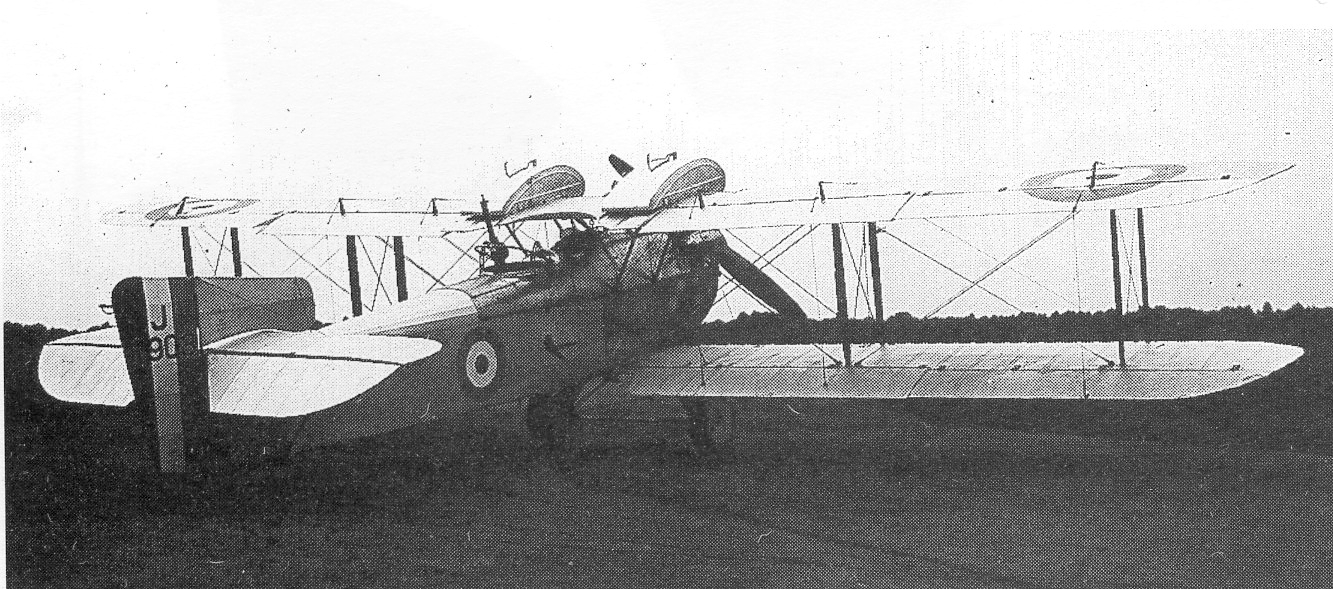
Primer prototipo del Fawn con fuselaje alargado, cola revisada y depósitos superiores; fue la base para el Fawn Mk II de producción.

El Fairey Fawn fue diseñado por F. Duncanson, de Fairey Aviation, como sustituto del Airco DH.9A como bombardero ligero diurno, para cubrir los requisitos de la Especificación 5/21 para aeronaves de reconocimiento y cooperación con el ejército. Fue un desarrollo del hidroavión Fairey Pintail, propulsado por un motor Napier Lion.
El primero de los tres prototipos voló el 8 de marzo de 1923. El segundo y el tercer prototipos se equiparon con fuselajes alargados para mejorar la estabilidad, lo cual se adaptó para la versión de producción. El Fawn estaba equipado con depósitos de combustible sobre el ala superior para cubrir los requisitos de seguridad del Ministerio del Aire. Estos depósitos representaban un peligro para los pilotos si la aeronave volcaba al aterrizar.
Se emitió una especificación revisada 20/23 que añadió la función de bombardero. En agosto de 1923, se encargaron dos prototipos y 48 aviones Fawn Mk.II de producción, según la nueva especificación, para reequipar los escuadrones de DH.9A de la RAF con base en el país. Si bien los dos primeros aviones de producción se completaron como Fawn Mk.I de fuselaje corto, el resto de este pedido fueron Fawn Mk.II de producción completa con fuselaje largo. El Fawn Mk.III estaba equipado con un motor Lion V más potente de 350 kW (468 hp), mientras que el Fawn Mk.IV estaba equipado con un motor Lion VI sobrealimentado.

## Historia operacional
El Fawn entró en servicio con el 12.º Escuadrón en marzo de 1924, equipando a otros dos escuadrones regulares, el 11.º Escuadrón y el 100.º Escuadrón. A pesar de que el Fawn originalmente estaba destinado a reemplazar a todos los escuadrones de DH.9A con base en el país, cuatro escuadrones más continuaron estando equipados con el DH.9A durante varios años más antes de ser reemplazados por otros modelos.
El Fawn no era un avión popular en el servicio de la RAF, ya que tenía un rendimiento apenas mejor que el avión al que reemplazó y tenía una visibilidad deficiente para el piloto, debido al voluminoso motor Lion.
En 1926, el Fawn fue reemplazado en los tres escuadrones regulares por el Hawker Horsley y el Fairey Fox. Los aviones liberados se utilizaron para equipar dos escuadrones de la Reserva Especial y de la Fuerza Aérea Auxiliar, que permanecieron en servicio hasta 1929.

## Variantes
Fawn Mk.I
J6907, prototipo de fuselaje corto. Motor Lion II de 340 kW (450 hp), posteriormente convertido a prototipo del Mk III.
J6908, prototipo de fuselaje largo.
J6909, prototipo de fuselaje largo.
Se construyeron otros dos aviones Mk I como parte del lote principal de producción del Mk II.
Fawn Mk.II
J6990, prototipo según Especificación 20/23, ordenado en febrero de 1923.
J6991, prototipo según Especificación 20/23, ordenado en febrero de 1923.
Fuselaje largo, motor Lion II de 340 kW (450 hp). Principal modelo de producción: 48 aviones de producción construidos.
Fawn Mk.III
Motor Lion V de 349 kW (468 hp). 20 construidos.
Fawn Mk.IV
Se convirtieron doce Mk.III con motores Lion VI sobrealimentados para una propuesta variante Mk.IV, pero la pruebas se abandonaron y la designación Mk.IV no se utilizó.

## Operadores
Reino Unido
- Real Fuerza Aérea[6]

## Especificaciones (Fawn Mk.III)
Referencia datos: The British Bomber since 1914 

### Características generales
- Tripulación: Dos
- Longitud: 9,8 m (32,1 ft)
- Envergadura: 15,2 m (49,9 ft)
- Altura: 3,6 m (11,9 ft)
- Superficie alar: 51 m² (549 ft²)
- Peso vacío: 1579 kg (3480,1 lb)
- Peso cargado: 2646 kg (5831,8 lb)
- Planta motriz: 1× motor lineal de 12 cilindros en W refrigerado por agua Napier Lion.
  - Potencia: 349 kW (481 HP; 475 CV)
- Hélices: Bipala de paso fijo

### Rendimiento
- Velocidad máxima operativa (Vno): 183 km/h (114 MPH; 99 kt) a nivel del mar
- Alcance: 1050 km (567 nmi; 652 mi)
- Techo de vuelo: 4220 m (13 845 ft)
- Carga alar: 38,6 kg/m² (7,9 lb/ft²)
- Tiempo a altitud: 6 min 30 s para 1500 m (5000 pies)

### Armamento
- Ametralladoras: 

  - 1x Vickers de 7,7 mm frontal fija
  - 1/2x Lewis de 7,7 mm flexible en anillo Scarff en cabina trasera
- Bombas: Hasta 210 kg bajo las alas

## Aeronaves relacionadas

### Desarrollos relacionados
- Fairey Pintail

### Aeronaves similares
- Airco DH.9A
- Hawker Horsley
- Fairey Fox